# Profesionalen Futbolen Klub Beroe 2015-2016

## Rosa
| N. |                         | Ruolo | Calciatore       |
| -- | ----------------------- | ----- | ---------------- |
| 1  | Bulgaria (bandiera)     | P     | Mihail Mihajlov  |
| 3  | Bulgaria (bandiera)     | D     | Vladimir Zafirov |
| 4  | Bulgaria (bandiera)     | D     | Venelin Filipov  |
| 6  | Bulgaria (bandiera)     | D     | Ivo Ivanov       |
| 7  | Bulgaria (bandiera)     | A     | Georgi Andonov   |
| 8  | Bulgaria (bandiera)     | C     | Samir Ajas       |
| 9  | Bulgaria (bandiera)     | A     | Stanislav Kostov |
| 10 | RD del Congo (bandiera) | A     | Junior Mapuku    |
| 11 | Bulgaria (bandiera)     | C     | Anton Ognjanov   |
| 14 | Bulgaria (bandiera)     | A     | Georgi Božilov   |
| 15 | Bulgaria (bandiera)     | D     | Georgi Dinkov    |
| 17 | Bulgaria (bandiera)     | C     | Ivan Kokonov     |
| 18 | Bulgaria (bandiera)     | D     | Atanas Zehirov   |

| N. |                     | Ruolo | Calciatore            |
| -- | ------------------- | ----- | --------------------- |
| 20 | Serbia (bandiera)   | C     | Nemanja Milisavljević |
| 21 | Brasile (bandiera)  | C     | Elias                 |
| 22 | Bulgaria (bandiera) | P     | Blagoj Makendžiev     |
| 23 | Bulgaria (bandiera) | P     | Ilko Pirgov           |
| 24 | Bulgaria (bandiera) | D     | Vencislav Vasilev     |
| 26 | Francia (bandiera)  | C     | Salim Kerkar          |
| 27 | Francia (bandiera)  | C     | Igor Djoman           |
| 28 | Bulgaria (bandiera) | D     | Veselin Penev         |
| 70 | Brasile (bandiera)  | C     | Tom                   |
| 73 | Bulgaria (bandiera) | C     | Stivăn Petkov         |
| 77 | Bulgaria (bandiera) | A     | Spas Delev            |
|    | Bulgaria (bandiera) | A     | Radoslav Kirilov      |